# Тер-Ованесян Даяна Ованесівна
Тер Ованесян Даяна Ованесівна (вірм. Դայանա Տեր-Հովհաննիսյան; 21 травня 1922 — 1 березня 2018) — вірмено-американська поетеса, перекладачка і письменниця. Велика частина її поезії була присвячена Вірменії та вірменській діаспорі. Вона написала і опублікувала більше ніж 25 книг.

## Життєпис
Даяна Тер-Ованесян народилась у Вустері у вірменській сім'ї. Вона здобула освіту в Бостонському університеті, спеціалізуючись на англійській мові, а потім продовжила освіту в Гарвардському університеті, навчаючись у Роберта Ловелла. Вона стала професором американської літератури в Єреванському державному університеті професором вірменської поезії. Вона керувала багатьма семінарами, зокрема в Бостонському університеті, Бард-коледжі і Колумбійському університеті, а також була запрошеним поетом і лектором з американської поезії, вірменської поезії в перекладі. а також писала літературу з прав людини в США і за кордоном. Більше тридцяти років вона була президентом поетичного клубу Нової Англії і членом перекладацької ради Колумбійського університету. Вона працювала поетом у школах Массачусетса[прояснити].
Три томи її поезій перекладено вірменською мовою і видано в Єревані. Її твори були перекладені грецькою, французькою та румунською мовами. Вірші Тер Ованесян з'являлися в газетах «The New York Times», «The Christian Science Monitor», «The Boston Globe», «The Paris Review», «The writer's Almanac», «AGNI», «The American Poetry Review», «The Nation» і багатьох інших.

## Нагороди
- Золота медаль від міністра культури Вірменії
- Перекладацька премія імені Месропа Маштоца (2003)
- Медаль Національної Бібліотеки Вірменії
- Премія Спілки письменників Вірменії
- Золоте перо клубу письменників Нової Англії
- Премія Національної Спілки Письменників
- Медаль Святого Саака
- Премія Патерсона
- Премія за публікацію на Міжнародному поетичному форумі
- Премія за публікацію QRL Colladay
- Премія від Вірменського центру Колумбійського університету
- Барселонська Премія Миру
- Видатний випускник Бостонського університету
- Премія Американського поетичного Товариства імені Мері Керолайн Девіс за ліричну поему
- Премія Поетичного Клубу Нової Англії Імені Гретхен Воррен
- Численні нагороди від світового ордену поетів-нарративістів[прояснити]

## Часткова бібліографія
- Як вибрати своє минуле (1978)
- Сідай поруч зі мною і послухай Кушага: середньовічні вірші Нахабеда Кушага (1984)
- Про час: вірші (1987)
- Пісні про хліб, пісні про сіль (1990)
- Вибрані вірші (1994)
- Коло танцюристів (1996)
- З дня на день: вірші (1999)
- Палаюче скло: вірші (2002)
- Інший голос: вірменська жіноча поезія крізь століття (2005)
- Друге питання: вірші (2007)
- Танці в монастирі: вірші (2011)